# Israëlisch voetbalelftal (mannen)
Het Israëlisch voetbalelftal is een team van voetballers dat Israël vertegenwoordigt in internationale wedstrijden en competities.
Vanwege politieke problemen heeft het team in vier verschillende werelddelen gespeeld als het ging om kwalificatie voor het WK voetbal: in Azië, Afrika, Zuid-Amerika en Oceanië, voordat het toegelaten werd tot de Europese competitie als UEFA-lid. De Israël Football Association (IFA) bestaat sinds de oprichting van de staat Israël in 1948. De eerste wedstrijd van de IFA was tegen de Verenigde Staten. Het duel werd met 1-3 verloren.

## Geschiedenis

### PFA
De Israel Football Association (IFA) moet niet verward worden met de Palestine Football Association (PFA) die in 1928 in het Mandaatgebied Palestina was opgericht en in 1934 en 1938 aan de WK-kwalificatie deelnam. In 1929 werd deze PFA toegelaten als volwaardig lid van de FIFA. De eerste officiële wedstrijd van de PFA was in 1934 bij de kwalificatiewedstrijd tegen Egypte, en werd met 1-7 verloren.

### IFA
Na de stichting van de staat Israël kwam de IFA in de Aziatische groep terecht, en wist het in 1956 en 1960 door te dringen tot de finales van het Aziatisch kampioenschap, beide keren haalde het een zilveren medaille. In 1964 werd het kampioenschap in Israël zelf gehouden en het thuisvoordeel werd optimaal benut; Israël werd Aziatisch kampioen, na Zuid-Korea met 2-1 in de finale verslagen te hebben.
Op de Olympische Spelen van 1968 verloor Israël in de kwartfinales van Bulgarije. In 1970 wist het land zich voor het eerst sinds de oprichting te kwalificeren voor het WK, maar het overleefde de eerste ronde niet, het haalde slechts twee punten uit drie wedstrijden (gelijkspel tegen Zweden en finalist Italië, en verlies tegen Uruguay).
In 1972 verliet het land de Aziatische voetbalbond AFC om aansluiting te zoeken bij de UEFA. In 1994 werd Israël volwaardig lid van de Europese voetbalbond.
Ook op de Olympische Spelen van 1976 werd er verloren in de kwartfinale, dit keer van Brazilië. Het WK van 1990 was dichtbij, Israël werd eerste in de Oceanië-groep, maar het verloor in de intercontinentale play-off van Colombia. Datzelfde gebeurde in 2000, toen de play-off tegen Denemarken gespeeld moesten worden, en deelname aan het EK in Nederland en België op het spel stond.
Het WK van 2006 ging maar net aan Israël voorbij. Het land bleef ongeslagen in de kwalificatie, in de groep met Frankrijk, Zwitserland, Ierland, Cyprus en de Faeröer. De laatste twee landen werden uit en thuis verslagen, tegen de eerste drie werd uit en thuis gelijkgespeeld. Uiteindelijk ging Frankrijk als poulewinnaar naar het WK en mocht Zwitserland als tweede naar de play-off, omdat het een beter doelsaldo had dan Israël. Zwitserland won deze overigens van Turkije, en was dus ook aanwezig in Duitsland.
In november 2008 bereikte het Israëlisch voetbalelftal met de 15e plaats de hoogste positie op de FIFA-wereldranglijst. In september 2016 stond men 98e op de wereldranglijst, dit was de laagste positie ooit.

## Deelnames aan internationale toernooien

### Wereldkampioenschap
| Wereldkampioenschap voetbal | Wereldkampioenschap voetbal | Wereldkampioenschap voetbal | Wereldkampioenschap voetbal | Wereldkampioenschap voetbal | Wereldkampioenschap voetbal | Wereldkampioenschap voetbal | Wereldkampioenschap voetbal | Wereldkampioenschap voetbal |
| Jaar                        | Ronde                       | Wed.                        | W                           | G                           | V                           | DV                          | DT                          | Kwal                        |
| --------------------------- | --------------------------- | --------------------------- | --------------------------- | --------------------------- | --------------------------- | --------------------------- | --------------------------- | --------------------------- |
| 1930                        | Geen deelname               | Geen deelname               | Geen deelname               | Geen deelname               | Geen deelname               | Geen deelname               | Geen deelname               | Geen deelname               |
| 1934                        | Niet gekwalificeerd         | Niet gekwalificeerd         | Niet gekwalificeerd         | Niet gekwalificeerd         | Niet gekwalificeerd         | Niet gekwalificeerd         | Niet gekwalificeerd         | Niet gekwalificeerd         |
| 1938                        | Niet gekwalificeerd         | Niet gekwalificeerd         | Niet gekwalificeerd         | Niet gekwalificeerd         | Niet gekwalificeerd         | Niet gekwalificeerd         | Niet gekwalificeerd         | Niet gekwalificeerd         |
| 1950                        | Niet gekwalificeerd         | Niet gekwalificeerd         | Niet gekwalificeerd         | Niet gekwalificeerd         | Niet gekwalificeerd         | Niet gekwalificeerd         | Niet gekwalificeerd         | Niet gekwalificeerd         |
| 1954                        | Niet gekwalificeerd         | Niet gekwalificeerd         | Niet gekwalificeerd         | Niet gekwalificeerd         | Niet gekwalificeerd         | Niet gekwalificeerd         | Niet gekwalificeerd         | Niet gekwalificeerd         |
| 1958                        | Niet gekwalificeerd         | Niet gekwalificeerd         | Niet gekwalificeerd         | Niet gekwalificeerd         | Niet gekwalificeerd         | Niet gekwalificeerd         | Niet gekwalificeerd         | Niet gekwalificeerd         |
| 1962                        | Niet gekwalificeerd         | Niet gekwalificeerd         | Niet gekwalificeerd         | Niet gekwalificeerd         | Niet gekwalificeerd         | Niet gekwalificeerd         | Niet gekwalificeerd         | Niet gekwalificeerd         |
| 1966                        | Niet gekwalificeerd         | Niet gekwalificeerd         | Niet gekwalificeerd         | Niet gekwalificeerd         | Niet gekwalificeerd         | Niet gekwalificeerd         | Niet gekwalificeerd         | Niet gekwalificeerd         |
| 1970                        | Groepsfase                  | 3                           | 0                           | 2                           | 1                           | 1                           | 3                           | (Kwal.)                     |
| 1974                        | Niet gekwalificeerd         | Niet gekwalificeerd         | Niet gekwalificeerd         | Niet gekwalificeerd         | Niet gekwalificeerd         | Niet gekwalificeerd         | Niet gekwalificeerd         | Niet gekwalificeerd         |
| 1978                        | Niet gekwalificeerd         | Niet gekwalificeerd         | Niet gekwalificeerd         | Niet gekwalificeerd         | Niet gekwalificeerd         | Niet gekwalificeerd         | Niet gekwalificeerd         | Niet gekwalificeerd         |
| 1982                        | Niet gekwalificeerd         | Niet gekwalificeerd         | Niet gekwalificeerd         | Niet gekwalificeerd         | Niet gekwalificeerd         | Niet gekwalificeerd         | Niet gekwalificeerd         | Niet gekwalificeerd         |
| 1986                        | Niet gekwalificeerd         | Niet gekwalificeerd         | Niet gekwalificeerd         | Niet gekwalificeerd         | Niet gekwalificeerd         | Niet gekwalificeerd         | Niet gekwalificeerd         | Niet gekwalificeerd         |
| 1990                        | Niet gekwalificeerd         | Niet gekwalificeerd         | Niet gekwalificeerd         | Niet gekwalificeerd         | Niet gekwalificeerd         | Niet gekwalificeerd         | Niet gekwalificeerd         | Niet gekwalificeerd         |
| 1994                        | Niet gekwalificeerd         | Niet gekwalificeerd         | Niet gekwalificeerd         | Niet gekwalificeerd         | Niet gekwalificeerd         | Niet gekwalificeerd         | Niet gekwalificeerd         | Niet gekwalificeerd         |
| 1998                        | Niet gekwalificeerd         | Niet gekwalificeerd         | Niet gekwalificeerd         | Niet gekwalificeerd         | Niet gekwalificeerd         | Niet gekwalificeerd         | Niet gekwalificeerd         | Niet gekwalificeerd         |
| 2002                        | Niet gekwalificeerd         | Niet gekwalificeerd         | Niet gekwalificeerd         | Niet gekwalificeerd         | Niet gekwalificeerd         | Niet gekwalificeerd         | Niet gekwalificeerd         | Niet gekwalificeerd         |
| 2006                        | Niet gekwalificeerd         | Niet gekwalificeerd         | Niet gekwalificeerd         | Niet gekwalificeerd         | Niet gekwalificeerd         | Niet gekwalificeerd         | Niet gekwalificeerd         | Niet gekwalificeerd         |
| 2010                        | Niet gekwalificeerd         | Niet gekwalificeerd         | Niet gekwalificeerd         | Niet gekwalificeerd         | Niet gekwalificeerd         | Niet gekwalificeerd         | Niet gekwalificeerd         | Niet gekwalificeerd         |
| 2014                        | Niet gekwalificeerd         | Niet gekwalificeerd         | Niet gekwalificeerd         | Niet gekwalificeerd         | Niet gekwalificeerd         | Niet gekwalificeerd         | Niet gekwalificeerd         | Niet gekwalificeerd         |
| 2018                        | Niet gekwalificeerd         | Niet gekwalificeerd         | Niet gekwalificeerd         | Niet gekwalificeerd         | Niet gekwalificeerd         | Niet gekwalificeerd         | Niet gekwalificeerd         | Niet gekwalificeerd         |
| 2022                        | Niet gekwalificeerd         | Niet gekwalificeerd         | Niet gekwalificeerd         | Niet gekwalificeerd         | Niet gekwalificeerd         | Niet gekwalificeerd         | Niet gekwalificeerd         | Niet gekwalificeerd         |

### Europees kampioenschap voetbal
| Europees kampioenschap voetbal | Europees kampioenschap voetbal | Europees kampioenschap voetbal | Europees kampioenschap voetbal | Europees kampioenschap voetbal | Europees kampioenschap voetbal | Europees kampioenschap voetbal | Europees kampioenschap voetbal | Europees kampioenschap voetbal |
| Jaar                           | Ronde                          | Wed.                           | W                              | G                              | V                              | DV                             | DT                             |                                |
| ------------------------------ | ------------------------------ | ------------------------------ | ------------------------------ | ------------------------------ | ------------------------------ | ------------------------------ | ------------------------------ | ------------------------------ |
| 1960–1992                      | Geen UEFA-lid                  | Geen UEFA-lid                  | Geen UEFA-lid                  | Geen UEFA-lid                  | Geen UEFA-lid                  | Geen UEFA-lid                  | Geen UEFA-lid                  | Geen UEFA-lid                  |
| 1996                           | Niet gekwalificeerd            | Niet gekwalificeerd            | Niet gekwalificeerd            | Niet gekwalificeerd            | Niet gekwalificeerd            | Niet gekwalificeerd            | Niet gekwalificeerd            |                                |
| 2000                           | Niet gekwalificeerd            | Niet gekwalificeerd            | Niet gekwalificeerd            | Niet gekwalificeerd            | Niet gekwalificeerd            | Niet gekwalificeerd            | Niet gekwalificeerd            |                                |
| 2004                           | Niet gekwalificeerd            | Niet gekwalificeerd            | Niet gekwalificeerd            | Niet gekwalificeerd            | Niet gekwalificeerd            | Niet gekwalificeerd            | Niet gekwalificeerd            |                                |
| 2008                           | Niet gekwalificeerd            | Niet gekwalificeerd            | Niet gekwalificeerd            | Niet gekwalificeerd            | Niet gekwalificeerd            | Niet gekwalificeerd            | Niet gekwalificeerd            |                                |
| 2012                           | Niet gekwalificeerd            | Niet gekwalificeerd            | Niet gekwalificeerd            | Niet gekwalificeerd            | Niet gekwalificeerd            | Niet gekwalificeerd            | Niet gekwalificeerd            |                                |
| 2016                           | Niet gekwalificeerd            | Niet gekwalificeerd            | Niet gekwalificeerd            | Niet gekwalificeerd            | Niet gekwalificeerd            | Niet gekwalificeerd            | Niet gekwalificeerd            |                                |
| 2020                           | Niet gekwalificeerd            | Niet gekwalificeerd            | Niet gekwalificeerd            | Niet gekwalificeerd            | Niet gekwalificeerd            | Niet gekwalificeerd            | Niet gekwalificeerd            |                                |
| 2024                           | Niet gekwalificeerd            | Niet gekwalificeerd            | Niet gekwalificeerd            | Niet gekwalificeerd            | Niet gekwalificeerd            | Niet gekwalificeerd            | Niet gekwalificeerd            |                                |

### UEFA Nations League
| 2018–19 | C | 30e | 4 | 2 | 0 | 2 | 6 | 5 | Stabiel  |
| 2020–21 | B | 25e | 6 | 2 | 2 | 2 | 7 | 7 | Stabiel  |
| 2022–23 | B | 17e | 4 | 2 | 2 | 0 | 8 | 6 | Gestegen |

### Aziatisch kampioenschap
| Aziatisch kampioenschap voetbal | Aziatisch kampioenschap voetbal | Aziatisch kampioenschap voetbal | Aziatisch kampioenschap voetbal | Aziatisch kampioenschap voetbal | Aziatisch kampioenschap voetbal | Aziatisch kampioenschap voetbal | Aziatisch kampioenschap voetbal | Aziatisch kampioenschap voetbal |
| Jaar                            | Ronde                           | Wed.                            | W                               | G                               | V                               | DV                              | DT                              | Kwal                            |
| ------------------------------- | ------------------------------- | ------------------------------- | ------------------------------- | ------------------------------- | ------------------------------- | ------------------------------- | ------------------------------- | ------------------------------- |
| 1956                            | Tweede                          | 3                               | 2                               | 0                               | 1                               | 6                               | 5                               | (Kwal.)                         |
| 1960                            | Tweede                          | 3                               | 2                               | 0                               | 1                               | 6                               | 4                               | (Kwal.)                         |
| 1964                            | Kampioen                        | 3                               | 3                               | 0                               | 0                               | 5                               | 1                               |                                 |
| 1968                            | Derde                           | 4                               | 2                               | 0                               | 2                               | 11                              | 5                               |                                 |
| 1972                            | Teruggetrokken                  | Teruggetrokken                  | Teruggetrokken                  | Teruggetrokken                  | Teruggetrokken                  | Teruggetrokken                  | Teruggetrokken                  | Teruggetrokken                  |
| 1976–heden                      | Geen AFC-lid                    | Geen AFC-lid                    | Geen AFC-lid                    | Geen AFC-lid                    | Geen AFC-lid                    | Geen AFC-lid                    | Geen AFC-lid                    | Geen AFC-lid                    |

## Huidige selectie
Bijgewerkt tot en met 25 maart 2025, de interland tegen  Noorwegen in de kwalificatie voor het WK 2026.
| Nr.         | Naam              | Wed. | Dlpnt. | Club               |
| ----------- | ----------------- | ---- | ------ | ------------------ |
| Doel        |                   |      |        |                    |
| 1           | Daniel Peretz     | 4    | 0      | Bayern München     |
| 18          | Omri Glazer       | 15   | 0      | Rode Ster          |
| 23          | Yoav Gerafi       | 4    | 0      | Hapoel Haifa       |
| Verdediging |                   |      |        |                    |
| 2           | Eli Dasa          | 65   | 0      | Dinamo Moskou      |
| 3           | Shon Goldberg     | 17   | 0      | Maccabi Haifa      |
| 4           | Raz Shlomo        | 16   | 2      | Maccabi Tel Aviv   |
| 5           | Idan Nachmias     | 9    | 0      | Maccabi Tel Aviv   |
| 12          | Roy Revivo        | 8    | 0      | Maccabi Tel Aviv   |
| 14          | Guy Mizrahi       | 0    | 0      | Hapoel Beër Sjeva  |
| Middenveld  |                   |      |        |                    |
| 6           | Neta Lavi         | 24   | 0      | Gamba Osaka        |
| 8           | Dor Peretz        | 47   | 6      | Maccabi Tel Aviv   |
| 11          | Oscar Gloukh      | 18   | 3      | Red Bull Salzburg  |
| 15          | Eliel Peretz      | 2    | 0      | Hapoel Beër Sjeva  |
| 16          | Mohammed Abu Fani | 28   | 2      | Ferencváros        |
| 20          | Dan Biton         | 4    | 0      | Hapoel Beër Sjeva  |
| 22          | Mahmoud Jaber     | 10   | 0      | Maccabi Haifa      |
| Aanval      |                   |      |        |                    |
| 7           | Yarden Shua       | 2    | 1      | Beitar Jeruzalem   |
| 9           | Tai Baribo        | 18   | 3      | Philadelphia Union |
| 10          | Manor Solomon     | 41   | 7      | Leeds United       |
| 13          | Anan Khalaili     | 9    | 1      | Union SG           |
| 17          | Dor Turgeman      | 7    | 0      | Maccabi Tel Aviv   |
| 19          | Liel Abada        | 15   | 1      | Charlotte          |
| 21          | Dean David        | 8    | 1      | Maccabi Haifa      |

## FIFA-wereldranglijst[2]
| 1993 | 1994 | 1995 | 1996 | 1997 | 1998 | 1999 | 2000 | 2001 | 2002 | 2003 | 2004 | 2005 | 2006 | 2007 | 2008 | 2009 | 2010 | 2011 | 2012 | 2013 | 2014 | 2015 | 2016 | 2017 | 2018 | 2019 | 2020 | 2021 | 2022 | 2023 | 2024 |
| ---- | ---- | ---- | ---- | ---- | ---- | ---- | ---- | ---- | ---- | ---- | ---- | ---- | ---- | ---- | ---- | ---- | ---- | ---- | ---- | ---- | ---- | ---- | ---- | ---- | ---- | ---- | ---- | ---- | ---- | ---- | ---- |
| 57   | 42   | 42   | 52   | 61   | 43   | 26   | 41   | 49   | 46   | 51   | 48   | 44   | 44   | 26   | 18   | 26   | 50   | 37   | 78   | 63   | 32   | 69   | 55   | 98   | 90   | 93   | 87   | 78   | 76   | 75   | 76   |

## Bekende spelers
Albanië ·  Andorra ·  Armenië ·  Azerbeidzjan ·  België ·  Bosnië en Herzegovina ·  Bulgarije ·  Cyprus ·  Denemarken ·  Duitsland ·  Engeland ·  Estland ·  Faeröer ·  Finland ·  Frankrijk ·  Georgië ·  Gibraltar ·  Griekenland ·  Hongarije ·  Ierland ·  IJsland ·  Israël ·  Italië ·  Kazachstan ·  Kosovo ·  Kroatië ·  Letland ·  Liechtenstein ·  Litouwen ·  Luxemburg ·  Malta ·  Moldavië ·  Montenegro ·  Nederland ·  Noord-Ierland ·  Noord-Macedonië ·  Noorwegen ·  Oekraïne ·  Oostenrijk ·  Polen ·  Portugal ·  Roemenië ·  Rusland ·  San Marino ·  Schotland ·  Servië ·  Slovenië ·  Slowakije ·  Spanje ·  Tsjechië ·  Turkije ·  Wales ·  Wit-Rusland ·  Zweden ·  Zwitserland
 Bohemen ·  Bohemen en Moravië ·  Duitse Democratische Republiek ·  Ierland ·  Joegoslavië ·  Servië en Montenegro ·  Tsjecho-Slowakije ·  GOS ·  Saarland ·  Sovjet-Unie
IFA · A-internationals · Kwalificatiewedstrijden · Bondscoaches · Statistieken · Israëlisch vrouwenelftal · Olympisch elftal · Israël U21 · Israël U20 · Israël U19 · Israël U18 · Israël U17 · Israël U16
1934 – 1939 · 
1940 – 1949 · 
1950 – 1959 · 
1960 – 1969 · 
1970 – 1979 · 
1980 – 1989 · 
1990 – 1999 · 
2000 – 2009 · 
2010 – 2019 ·
2020 − 2029
WK 1970
1934 · 
1935–1937 · 
1938 · 
1939 · 
1948 · 
1941–1947 · 
1948 · 
1949 · 
1950 · 
1951–1952 · 
1953 · 
1954 · 
1955 · 
1956 · 
1957 · 
1958 · 
1959 · 
1960 · 
1961 · 
1962 · 
1963 · 
1964 · 
1965 · 
1966 · 
1967 · 
1968 · 
1969 · 
1970 · 
1971 · 
1972 · 
1973 · 
1974 · 
1975 · 
1976 · 
1977 · 
1978 · 
1979 · 
1980 · 
1981 · 
1982 · 
1983 · 
1984 · 
1985 · 
1986 · 
1987 · 
1988 · 
1989 · 
1990 · 
1991 · 
1992 · 
1993 · 
1994 · 
1995 · 
1996 · 
1997 · 
1998 · 
1999 · 
2000 · 
2001 · 
2002 · 
2003 · 
2004 · 
2005 · 
2006 · 
2007 · 
2008 · 
2009 · 
2010 · 
2011 · 
2012 · 
2013 · 
2014 · 
2015 ·
2016 ·
2017 ·
2018 ·
2019 ·
2020 ·
2021 ·
2022 ·
2023
Albanië · 
Andorra ·
Argentinië ·
Armenië ·
Australië ·
Azerbeidzjan ·
België ·
Bosnië en Herzegovina ·
Brazilië ·
Bulgarije ·
Chili ·
Colombia ·
Cyprus ·
Denemarken ·
Duitsland ·
Engeland ·
Estland ·
Ethiopië ·
Faeröer ·
Filipijnen ·
Finland ·
Frankrijk ·
Georgië ·
GOS ·
Griekenland ·
Guatemala ·
Honduras ·
Hongarije ·
Hongkong ·
Ierland ·
IJsland ·
India ·
Iran ·
Italië ·
Ivoorkust ·
Japan ·
Joegoslavië ·
Kosovo ·
Kroatië ·
Letland ·
Liechtenstein ·
Litouwen ·
Luxemburg ·
Maleisië ·
Malta ·
Mexico ·
Moldavië ·
Montenegro ·
Myanmar ·
Nederland ·
Nieuw-Zeeland ·
Noord-Ierland ·
Noord-Macedonië ·
Noorwegen ·
Oekraïne ·
Oezbekistan ·
Oostenrijk ·
Pakistan ·
Polen ·
Portugal ·
Roemenië ·
Rusland ·
San Marino ·
Schotland ·
Servië ·
Singapore ·
Slovenië ·
Slowakije ·
Sovjet-Unie ·
Spanje ·
Taiwan ·
Thailand ·
Tsjechië ·
Turkije ·
Uruguay ·
Verenigde Staten ·
Wales ·
Wit-Rusland ·
Zambia ·
Zuid-Afrika ·
Zuid-Korea ·
Zuid-Vietnam ·
Zweden ·
Zwitserland